# Czuppa
Czuppa herbu Korczak (ur. w XIV w., zm. w XV w.) – bojar litewski, adoptowany podczas unii horodelskiej (1413).

## Życiorys

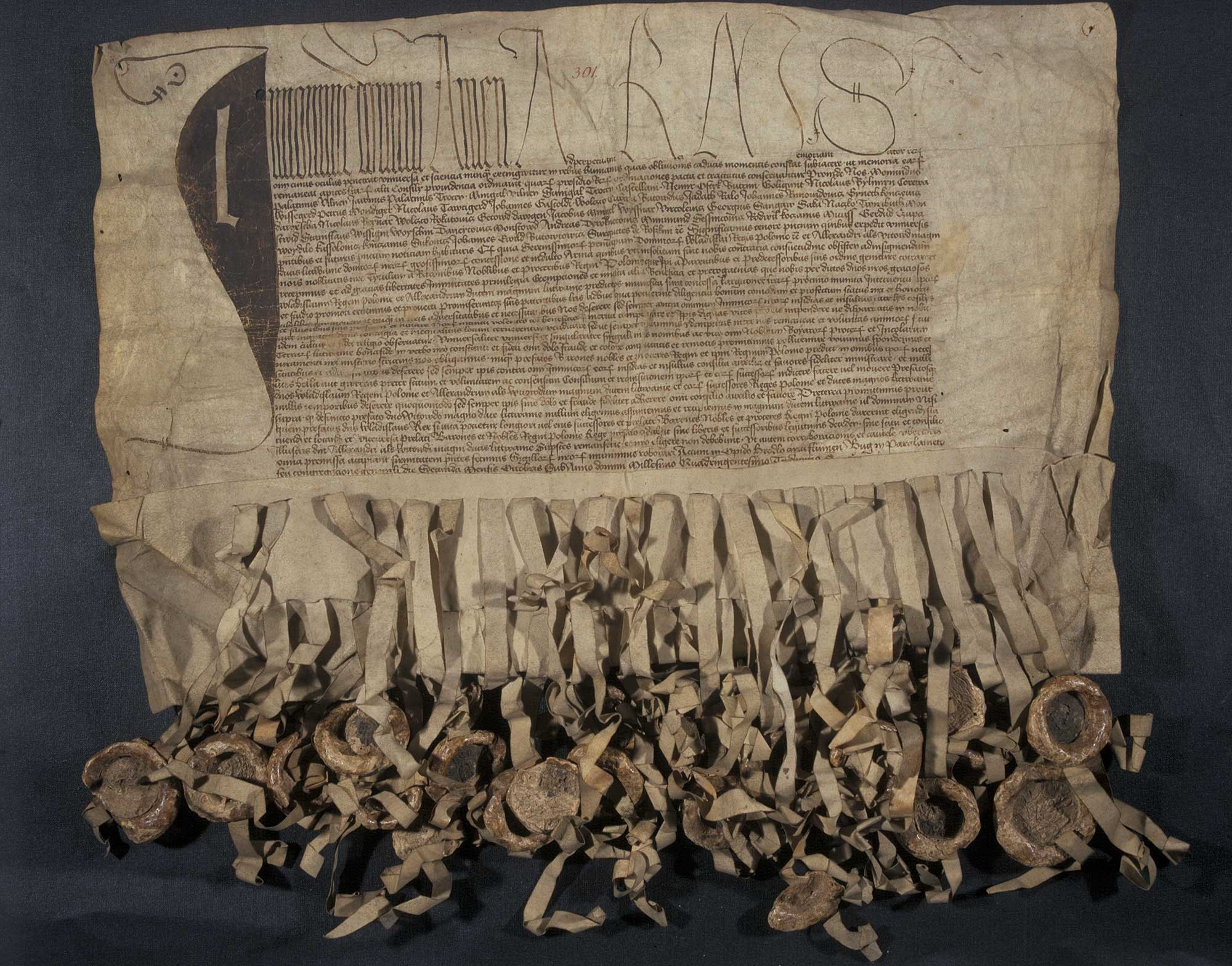
Dokument unii horodelskiej z 1413 roku z przyczepionymi pieczęciami

W 1413 roku podczas unii horodelskiej doszło do przyjęcia przez polskie rodziny szlacheckie, bojarów litewskich wyznania katolickiego (tzw. adopcja herbowa). Jednym z ważniejszych dowodów tamtego wydarzenia jest istniejący do dziś dokument, do którego przyczepione są pieczęcie z wizerunkami herbów szlacheckich.
Z dokumentu dowiadujemy się o istnieniu Czupy, który został adoptowany przez przedstawicieli Korczaków.
Informacje o herbownych Korczaka z terenów Wołynia (ówcześnie należącego do Wielkiego Księstwa Litewskiego) pojawiają się dopiero w 1431 roku, kiedy to został sporządzony akt panów litewskich, ręczących za więźniów z obozu wielkiego księcia Świdrygiełły. Występują tam wówczas dwaj bojarzy litewscy, Hrynko Klukowicz i Bohowityn, którzy przywieszają do tego aktu swoje pieczęcie z herbem Korczak. Polski historyk, Władysław Semkowicz, twierdzi, że mogli oni pozostawać w związku rodzinnym z omawianym Czupą lub też byli gałęzią rodu, z którego Czupa się wywodził.
Faktem jest natomiast, że na Litwie już w poł. XV w. występuje rodzina Iliniczów, która później zalicza się do rodu Korczaków, a która może bezpośrednio pochodzi od wspomnianego Czupy.
Semkowicz dodaje, że Szeszupa to nazwa dopływu lewobrzeżnego Niemna, który w rejzach krzyżackich nosi nazwę Czuppa.